# 로잔 협의
로잔 협의 또는 두 위원회 간의 협의는 1981년 3월 23일 스위스 로잔에 있는 국제 올림픽 위원회(IOC) 본부에서 선자밍 중화 올림픽 위원회 위원장과 사마란치 국제 올림픽 위원회 위원장이 체결한 IOC와 차이니스 타이베이 올림픽 위원회 간의 협의(Agreement between the International Olympic Committee, Lausanne and the Chinese Taipei Olympic Committee, Taipei）이다. 영어로 서명된 이 협의는 "차이니스 타이베이 올림픽 위원회"(Chinese Taipei Olympic Committee)의 이름, 깃발, 휘장을 인정하며, 중화 올림픽 위원회가 차이니스 타이베이(Chinese Taipei)의 이름과 해당 깃발, 휘장을 사용할 경우, 다른 국가 올림픽 위원회처럼 국제 스포츠 단체에 참여할 수 있는 동등한 권리를 갖도록 하였다. 중화민국은 이후 올림픽과 관련이 없는 여러 국제 기구 및 회의에 참가하기 위해 이와 유사한 모델을 사용하였으며, 이러한 참여 방식은 언론과 중화민국 관계자들 사이에서 "올림픽 위원회 모델"이라고 불렸다.。

## 역사적 배경

### 중국의 대표성을 둘러싼 분쟁
중화아마추어운동연합회(中華業餘運動聯合會)는 1922년 설립되어 IOC의 승인을 받은 중국의 올림픽 위원회로, 1924년 중화체육협회 주비처와 통합되어 중화전국체육협진회(中華全國體育協進會)로 조직되어, 1949년 중화민국 정부를 따라 대만으로 이전하였다. 중화인민공화국은 중국 대륙의 스포츠 조직을 개편하여 중화전국체육총회(中華全國體育總會)로 재정비하였다. 1952년 초 중화전국체육총회가 IOC의 승인을 신청하고, 1952년 헬싱키 올림픽 참가를 요청했을 때, IOC는 연차 총회에서 양안 대표단의 참가를 결의했고, 이에 반발해 중화민국 측은 불참을 결정했다. 1954년, IOC는 아테네에서 연차 총회를 열고 타이베이의 "중화 올림픽 국가 아마추어 운동 연합회"(中華奧會，國家業餘運動聯合會)와 베이징의 "중화인민공화국 올림픽 위원회"(中華人民共和國奧會)이라는 두 개의 중국 올림픽 위원회를 승인했다. 그러나 중화인민공화국 올림픽 위원회가 1956년 국기 게양 문제로 멜버른 올림픽 참가를 기권하고, IOC가 타이베이의 중화 올림픽 위원회를 승인하자 1958년 IOC에서 탈퇴해, 두 중국 올림픽 위원회의 공존은 4년 여의 짧은 기간에 그쳤다.
1959년 5월, 뮌헨에서 열린 IOC 연차 총회에서 소련과 동유럽 위원들은 타이베이에 있는 중화 올림픽 위원(Chinese Olympic Committee)회가 중국 본토의 스포츠 업무를 통제하지 못한다는 이유로 중화 올림픽 위원회를 IOC에서 퇴출하는 안을 올려 통과시켰다. 그러나 이듬해 중화민국 정보는 유엔 회원국명인 중화민국을 새 명칭(Republic of China Olympic Committee)으로 IOC에 승인을 다시 신청했지만, 올림픽 개막식 및 경기에 참가할 때 대만이라는 명칭을 사용해야 한다는 단서를 달아, 이듬해 승인되었다. 이후 중화민국 대표단은 1960년 로마, 1964년 도쿄, 1968년 멕시코시티 올림픽에 대만(포르모사)이라는 이름으로 참가했다. 1968년 10월, 멕시코에서 열린 제67차 IOC 연차 총회에서 32대 10으로 대만 대표단의 명칭을 중화민국(Taiwan R.O.C.)으로 변경하는 안을 승인했다.
1971년 유엔 총회는 76:35로 중화민국의 자리를 중화인민공화국으로 대체하는 결의안을 채택했다. 이후 중화민국은 유엔에서 탈퇴했고, 1973년 아시안 게임에서도 탈퇴했다. 1975년 중화인민공화국은 하나의 중국 원칙에 따라 IOC에 재가입을 신청했지만, IOC는 스포츠에 대해 정치의 불간섭이라는 올림픽 원칙에 따라 중화민국 배제가 조건이 되어서는 안된다고 요구했다.
1976년 몬트리올 올림픽 당시 캐나다 정부는 이미 중화인민공화국과 외교 관계를 수립한 상태였고, 당시 캐나다의 총리였던 트뤼도는 중화민국 선수단에 "대만" 이름으로 참가할 것을 요청하였으나 중화민국 정부는 이를 거부했다. 당시 IOC 위원장인 킬라닌 경은 여러 차례에 걸쳐 중화민국 측과 협상했고, 중화민국은 몬트리올 올림픽에서 명칭, 국기, 국가 사용이 불가하여 결국 선수단을 철수했다.

### 나고야 결의
1979년 새해 첫날, 미국과 중화인민공화국의 관계가 정상화되면서 중화민국과의 외교 관계가 단절되었다. 같은 해 킬라닌 IOC 위원장은 집행위원회에서 다음해 2월 미국 뉴욕주의 레이크플래시드에서 열리는 동계 올림픽에서 중화민국의 이름과 국기의 사용에 동의하지 않을 것이며, 유엔은 이미 중국 문제에 대한 결의와 명확한 답을 제공했다고 밝혔다. 집행위원회는 결국 7:1의 표차로 "연차 총회에서 중화민국 올림픽 위원회에서 "중화민국"이라는 단어를 제거하여 몬트리올 올림픽 사건이 재연되지 않도록 할 것을 권고한다"고 의결하고 중화인민공화국의 IOC 회원 자격 회복을 제안했다.
그러나 4월 몬테비데오에서 열린 제81차 연차 총회에서 집행위원회의 제안은 36:28의 표결로 수정되어 베이징의 올림픽 위원회는 "베이징 중국 올림픽 위원회"(Chinese Olympic Committee, Peking)으로, 타이베이의 올림픽 위원회는 "타이베이 중국 올림픽 위원회"(Chinese Olympic Committee, Taipei)로 인정하고 양측이 사용할 국기와 국가에 대해서는 더 논의하기로 결의했다. 이 결정으로 IOC에서 두 중국 올림픽 위원회가 다시 공존하게 되었다.
1979년 10월, 킬라닌 위원장이 나고야 집행위원회에서 통신 투표 방식을 이용한 결과, 61:17로 그해 몬테비데오 총의의 결의를 부결하고, 중화 올림픽 위원회 명칭을 "차이니스 타이베이 올림픽 위원회"(Chinese Taipei Olympic Committee)로 고치고, 중화 올림픽 위원회는 기존의 중화민국 명칭 및 국기, 국가를 사용할 수 없으며, 새로운 깃발과 휘장을 제안하여 집행위원회의 승인을 받도록 규정하였다.
당시 올림픽 헌장은 어떠한 형태의 차별도 금지하고 있으며, 64조, 65조, 66조는 올림픽 개막식, 시상식, 폐막식에서 국기와 국가를 사용해야 한다고 규정하고 있었다. 나고야의 집행위원회 결의안은 헌장과 규범에 부합하지 않았다. 11월 15일, 쉬헝 IOC 위원과 중화 올림픽 위원회는 IOC 본부가 있는 로잔 지방법원에 나고야 결의안이 올림픽 헌장에 위배된다고 소송을 제기했고, 12월 6일에는 중국 올림픽 위원회의 1980년 동계 올림픽 참가권에 영향을 미치지 않도록 IOC의 통신 투표의 효력을 정지시키도록 법원에 가처분 신청을 제출했다. 가처분 신청은 결국 법원에 의해 기각되었고 중화 올림픽 위원회의 대표팀은 대회 출전을 철회했다. 법원은 IOC를 상대로 제기한 위헌 소송의 일부에 대해 올림픽 헌장, 특히 헌장 64조, 65조, 66조의 정신과 문구에 위배되는 것으로 보인다며 IOC에 대해 위헌 판결을 내렸다. 또한 법원은 IOC가 재판 비용으로 100 스위스프랑을 부담하고 원고 쉬헝에게 500 스위스프랑의 재판 비용을 배상해야 한다고 판결했다.
1980년 2월, IOC는 레이크플래시드에서 열린 동계 올림픽 기간에 열린 제82차 연차 총회에서 올림픽 헌장의 관련 조항을 개정했다. 개정된 내용은 다음과 같다:
- 각국의 국가 올림픽 위원회가 올림픽에 참가할 때 국가명과 국기, 국가를 사용해야 한다는 규정을 올림픽에 참가할 대표단의 명칭과 깃발, 노래를 사용해야 한다는 규정으로 변경되었다. 국가(National)라는 원문을 대표(Delegation)로 바꾼 것이다.
- 국가 올림픽 위원회는 국가의 이름이 아닌 국가 올림픽 위원회의 이름으로 올림픽에 참가한다.
- 올림픽 기간 동안 사용되는 국가 올림픽 위원회의 기와 휘장은 IOC 집행위원회에 제출하여 승인을 받아야 한다.

1980년 4월, 중화 올림픽 위원회는 국기와 엠블럼을 IOC 집행위원회에 보내 승인을 요청했지만 구체적인 진전이 없었다. 6월에는 IOC 소식지 136호를 통해 7월 모스크바 하계 올림픽에 대한 대만의 참가 초청을 잠정 중단한다고 발표했다. 1976년 몬트리올 하계 올림픽과 1980년 2월 레이크플래시드 동계 올림픽에 이어 대만은 계속해서 올림픽에 불참했다.

## 협의 과정과 주요 내용

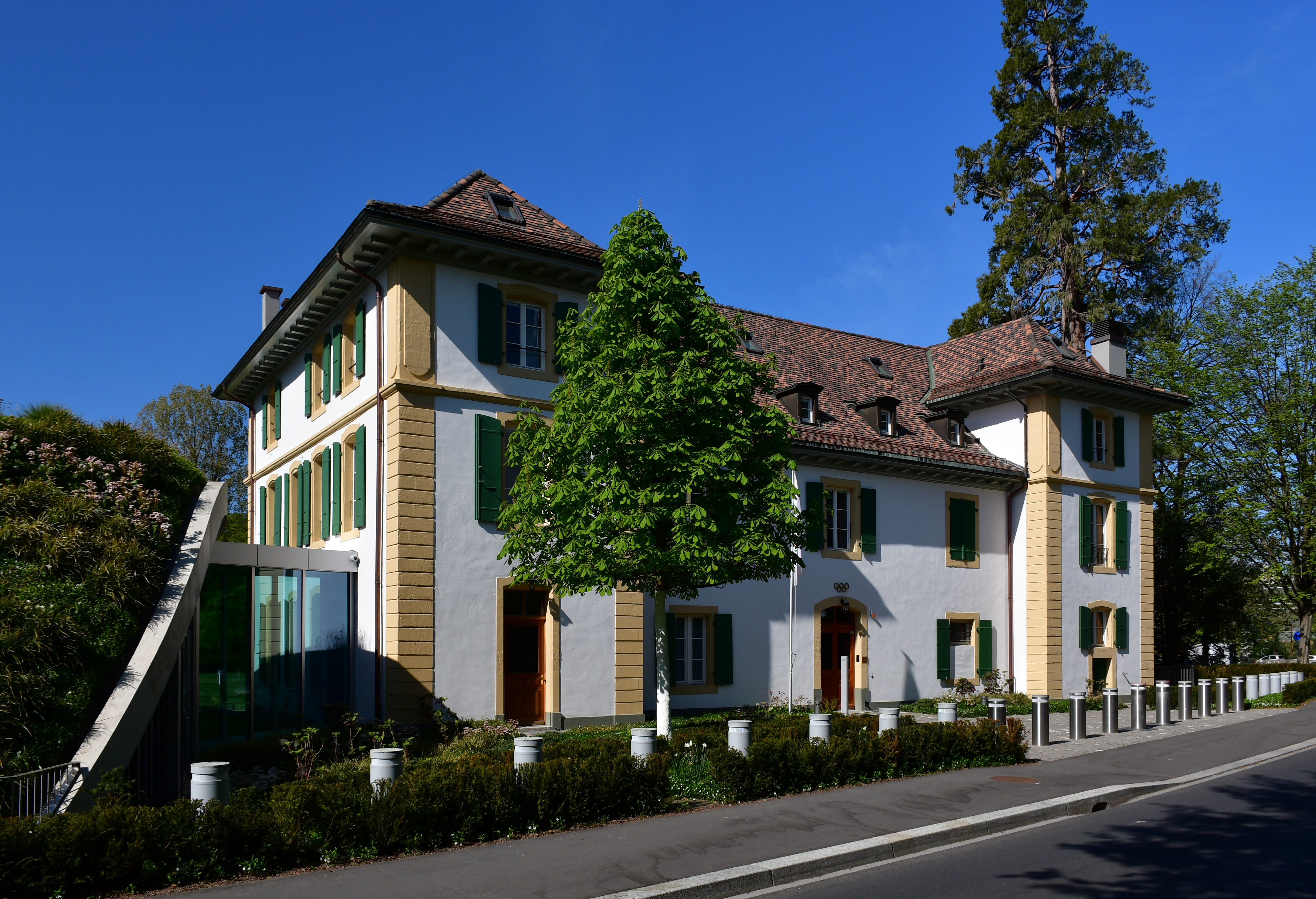
로잔의 IOC 본부

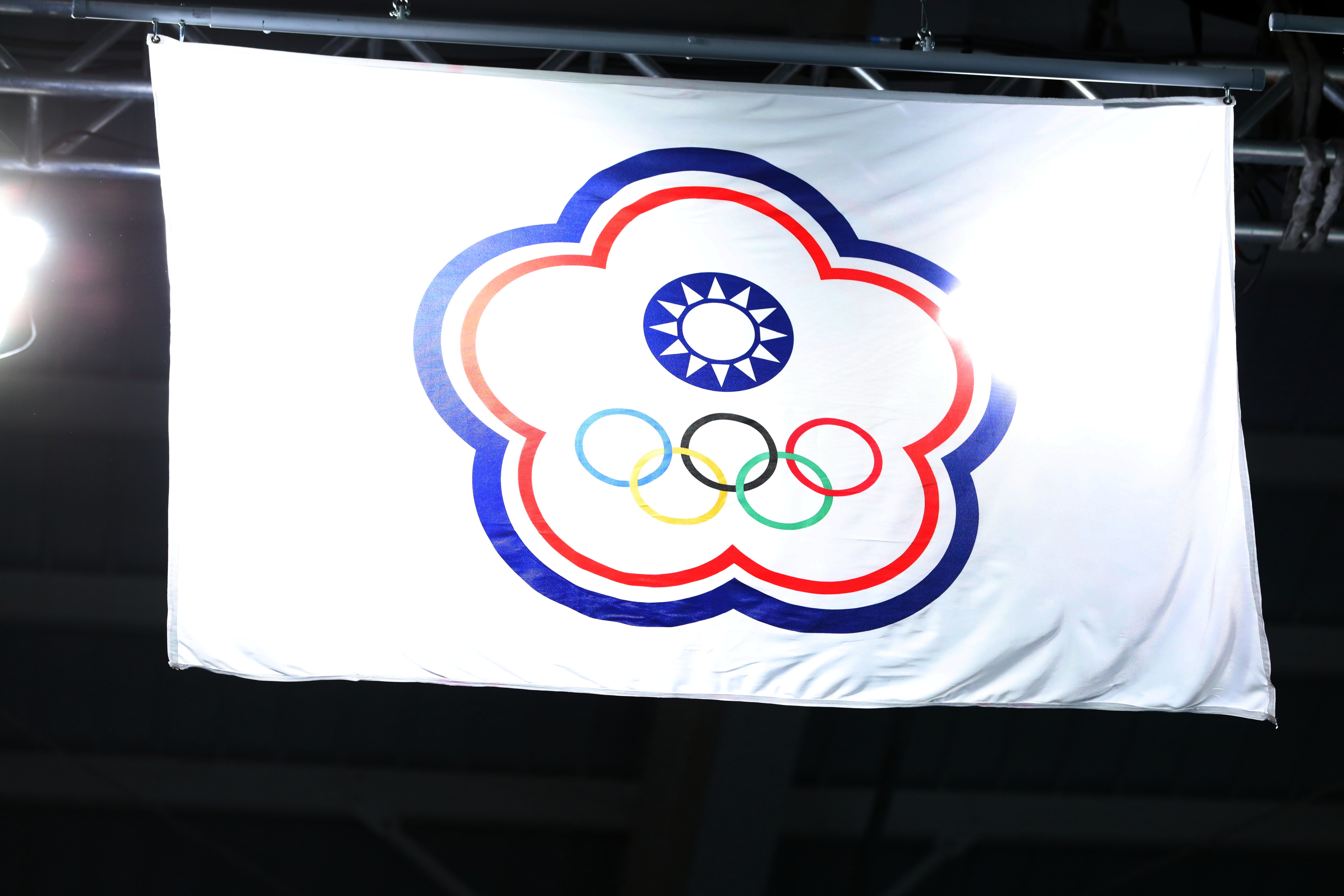
경기장에서 사용된 차이니스 타이베이 회기

1980년 7월, 모스크바 올림픽 기간에 열린 제83차 연차 총회에서 제7대 IOC 위원장으로 선출된 사마란치는 쉬헝을 만나 로잔 법원의 소송을 4개월간 연기해 회원 자격 문제에 대한 양측의 협상을 원활하게 진행할 수 있게 해 달라고 요청했다. 그해 사마란치와 쉬헝은 두 차례에 걸쳐 회의를 가졌고, 중화민국 행정원도 1981년 1월 새로운 올림픽 엠블럼을 디자인하기도 했다. 마침내 1981년 3월 23일, 로잔의 IOC 본부에서 중화 올림픽 위원회 위원장 선자밍과 IOC 위원장 사마란치가 "국제 올림픽 위원회와 차이니스 타이베이 올림픽 위원회 간의 협의"를 체결했다. 협의의 주요 내용은 다음과 같다.
쌍방은 아래의 규정에 기초한다.
(a) 제82차 IOC 연차 총회에서 채택된 올림픽 헌장과 그 개정안에 명시된 올림픽 활동 규정의 각종 조항, 부칙, 지시 및 기타 규정.
(b) 올림픽 헌장 제24조 규정: "올림픽 대회에서 국가 올림픽 위원회가 사용할 깃발과 휘장은 IOC 집행위원회에 제출하여 승인을 받아야 한다."
(c) 올림픽 헌장 제30조 제1항 규정: "IOC가 인정하는 국가 올림픽 위원회만이 올림픽 참가 선수를 추천할 수 있으며, 올림픽에 참가하기 전에 국가 올림픽 위원회는 위원회를 구성하고 IOC의 승인을 신청해야 한다."
(d) 올림픽 헌장 제3조 규정: "올림픽은 4년마다 개최되며, 각국의 올림픽 선수들이 모여 공정하고 평등한 방식으로 경쟁해야 한다. IOC는 올림픽 대회에 많은 사람이 참여할 수 있도록 보장해야 한다. 인종, 종교, 또는 정치적 요인으로 어떤 국가나 개인도 차별해서는 안 된다."
이리하여 쌍방은 다음과 같이 협의한다.
(1) 국가 올림픽 위원회의 명칭은 "CHINESE TAIPEI OLYMPIC COMMITTEE"로 하며, IOC의 승인을 받아야 한다.
(2) CTOC는 첨부된 양식과 같이 위원회 깃발 및 휘장을 제출하고 IOC의 승인을 받아야 한다.
(3) IOC는 올림픽 헌장에 따라 CTOC가 향후 올림픽 및 IOC가 후원하는 모든 활동에 참가할 권리가 있으며, 승인된 모든 국가 올림픽 위원회와 동등한 지위와 완전한 권리를 가진다는 것을 확인한다.
(4) IOC는 CTOC가 IOC 및 IOC 관할 하에 있는 모든 국제 스포츠 연맹의 회원 자격을 신청하거나 재가입할 수 있도록 지원한다.

## 후속 문제

### 대표단 단가
1981년 체결된 협의에서 중화 올림픽 위원회의 명칭,기,휘장만 언급되어 있었으나, 1983년 IOC가 1984년 올림픽에 사용할 노래 제출을 요청했고, 중화 올림픽 위원회는 중화민국 국가를 사용하려다 거부당했고, 결국 국기가가 대신 사용되었으며, 국기가 가사가 거부될 것을 피하기 장비더가 새로운 가사를 작사했다.

### 올림픽 개막식 입장 순서

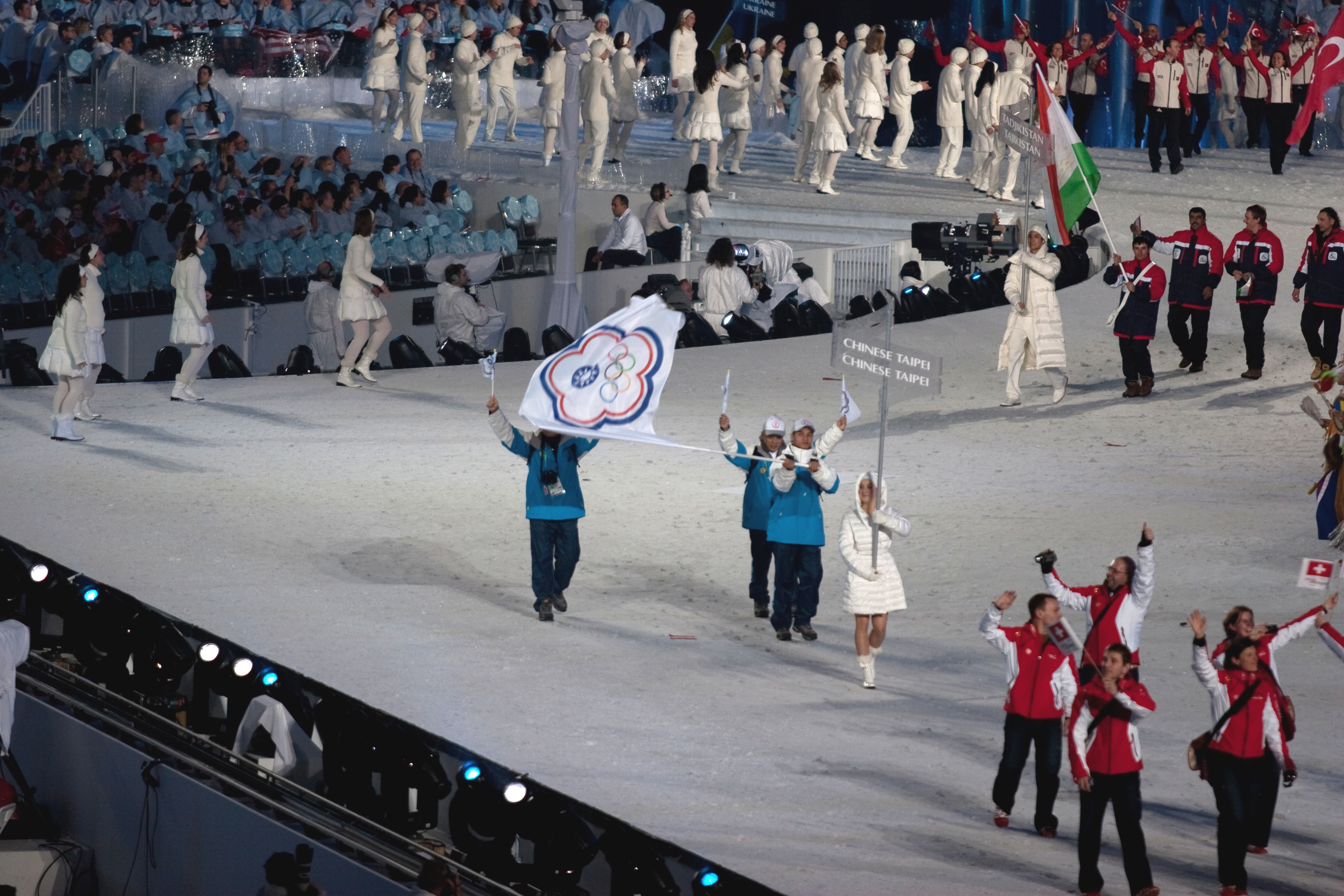
2010년 동계 올림픽에서 차이니스 타이베이 선수단은 스위스(Switzerland)와 타지키스탄(Tajikistan)사이에 입장했다.

중국 본토 선수단과 가까이 입장하는 것을 피하기 위해 쉬헝 IOC 위원은 사마란치 IOC 위원장에게 서한을 보내 차이니스 타이베이 선수단을 IOC 명부 순서에 서 중국(China)의 'C' 군이 아닌 타이베이(Taipei)의 'T' 군에 배치하고, IOC 명부 순서에 따라 올림픽 개막식에 참가할 것임을 확인했다.
2008년 베이징 올림픽의 개막식 입장 순서는 개최국 언어인 중국어 간체자 획수를 기준으로 정해지는데, 원래 '타이페이'(Taipei) 순서였던 차이니스 타이베이 선수단(中华台北)과 '홍콩'(Hong Kong) 순서였던 중국 홍콩 선수단(中国香港)이 '중'(中)자 순서에 넣었고, 두 팀 사이에 중아아프리카 공화국 선수단이 있었지만, 여전히 대만 각꼐의 의구심을 불러일으켰다. 향후 중국에서 열리는 대회에서 대만이 중국 홍콩과 중국 마카오와 잇따라 입장할 수 있다는 우려가 있었다. 결국 대만은 올림픽 개막식에도 참가했고, 이후 2010년 광저우 아시안 게임 개막식에서는 중국 주최 측이 영어 알파벳 순서를 사용하면서 차이니스 타이베이 팀이 'T' 순서에 입장했다. 2022년 베이징에서 개최된 동계 올림픽 개막식에서는 다시 2008년 베이징 올림픽의 중국어 간체자 순서를 사용하면서 차이니스 타이베이와 중국 홍콩 팀이 한자 획수 순서에 따라 '중'(中)자 순서에 배치되었는데,  중앙아프리카 공화국이 베이징 동계 올림픽에 불참했고 중자 한자를 쓰는 다른 팀은 없었다. 개막식 일주일 전, 중화 올림픽 위원회는 방역 및 교통 문제를 이유로 베이징 동계 올림픽 개폐회식에 참석하지 않겠다고 발표했다. IOC의 우려에 따라 개막식 참석을 결정했고, 결국 차이니스 타이베이와 홍콩이 차례로 입장했다.

### "차이니스 타이베이"의 중문 번역
협의문에는 중화 올림픽 위원회의 영문 명칭만 기록되었기 때문에 공식 및 방송 매체에서 대만은 "중화 타이베이"(中華台北)를, 중국 본토는 "중국 타이베이"(中國台北)를 사용하는 상황이 벌어졌다. 대만과 중국 본토 선수들은 처음에는 두 지역 밖에서 열리는 국제 대회에서만 함께 출전했는데, 이는 명확한 영어 명칭으로 인해 대회에 큰 영향을 미치지 않았다.
1987년 11월 중화민국 정부가 중국 본토의 친척 방문을 허용한후, 일부 대만인들이 친척 방문 명목으로 중국 본토에서 열린 스포츠 대회에 참가하기는 했지만 스포츠 교류는 아직 열리지 않았다. 1988년 12월이 되어서야 다가오는 베이징 아시안 게임을 앞두고 행정원은 관련 운영의 요점을 발표하여 개인이나 민간 단체가 중국 본토에서 국제 활동에 참여할 수 있도록 개방했으며, 이는 기존 국제 기구의 규정에 따라 처리되어야 했다. 스포츠 교류 개방 이후 중국 본토에서 개최되는 행사에서는 국제 스포츠 연맹의 공식 언어 외에도 국제 관행에 따라 주최측에서 사용하는 중국어를 추가해야하며, 따라서 중국어 이름의 차이는 대만의 참여에 영향을 미치는 핵심 요소가 되었다.
1989년 1월, 중국 올림픽 위원회 부위원장 천셴은 중국 본토에서 출전하는 대만 스포츠팀의 이름은 반드시 중국 타이베이(中國台北)로 한다고 발표했다. 반면 대만의 중화 올림픽 위원회는 중국에서 출전하는 스포츠팀은 두 가지 조건을 충족해야 한다고 말했다:
1. 중화 타이베이(中華台北)라는 이름으로 대회에 참가해야 한다.
2. 국제 스포츠 연맹이 주최하는 공식 대회에 참가해야 한다.

중국 대륙이 반대를 표하자 중화 올림픽 위원회는 다시 다음과 같이 요구했다:
1. 중국 대륙이 중국 타이베이를 사용하지 않겠다고 보증하지 않는 한;
2. 참가 협회는 아시아 또는 국제 스포츠 연맹에 중국어 번역을 사용하지 않고 올림픽 위원회 모델을 완전히 채택하도록 요청해야 한다.
3. 중국어 번역명을 사용할 경우 반드시 중화 타이베이여야 하며, 위의 세 가지 방법을 제외하고는 본토에서 열리는 각종 국제 공식 선수권 대회에 참가할 수 없다.

장펑쉬 당시 중화 올림픽 위원회 위원장은 리칭화 당시 올림픽 위원회 사무총장에게 3월 11일 홍콩으로 가서 중국 올림픽 위원회와 협상을 위임했고, 마침내 1989년 4월 6일 허전량 당시 중국 올림픽 위원회 위원장과 "대만 스포츠팀과 단체가 대회, 회의 또는 행사에 참가하기 위해 본토로 가는 경우 국제 올림픽 위원회의 관련 규정에 따라 처리한다. 대회(즉, 주최 기관) 측이 편찬하고 인쇄한 문서, 매뉴얼, 서신, 제작 명칭, 방송 등은 대만의 스포츠팀과 단체를 중국어로 지칭할 때 '중화 타이베이'로 표기한다"는 합의서에 서명했다.
4월 21일 베이징에서 개최된 아시아 청소년 체조 선수권 대회는 대만이 중국 본토에 선수단을 파견한 최초의 스포츠 행사가 되었으며, 중국 본토는 1992년 5월 타이베이-상하이-베이징 릴레이를 통해 쌍방향 스포츠 교류의 시작을 인정했다.

## 영향
중화 올림픽 위원회와 중국 올림픽 위원회는 1984년 2월 사라예보 동계 올림픽과 7월 로스앤젤레스 하계 올림픽에 선수단을 파견했다. 이후 두 올림픽 위원회는 국제 올림픽 위원회에 함께 어울렸고, 대만의 종목별 스포츠 협회도 국제 스포츠 연맹과 관련 아시아 기구로 복귀했다.이후 스포츠가 아닌 다른 국제 기구에도 이 방식이 적용되었다.

## 같이 보기
- 차이니스 타이베이
- 중화 올림픽 위원회
- 중국 올림픽 위원회